# Unterseeboot 309
L'Unterseeboot 309 (ou U-309) est un sous-marin allemand (U-Boot) de type VII.C utilisé par la Kriegsmarine (marine de guerre allemande) pendant la Seconde Guerre mondiale.

## Construction
L'U-309 est un sous-marin océanique de type VII C. Construit dans les chantiers de Flender Werke AG à Lübeck, la quille du U-309 est posée le 24 janvier 1942 et il est lancé le 5 décembre 1942. L'U-309 entre en service 1,5 mois plus tard.

## Historique
Mis en service le 27 janvier 1943, l'Unterseeboot 309 reçoit sa formation de base à Danzig en Pologne au sein de la 8. Unterseebootsflottille jusqu'au 31 juillet 1943, puis il intègre sa formation de combat à Bergen en Norvège avec la 11. Unterseebootsflottille. Le 1er novembre 1943, il rejoint la 9. Unterseebootsflottille à Brest. À la suite de l'avancée des forces Alliées et pour éviter sa prise, l'U-309 rejoint la 33. Unterseebootsflottille à Flensburg le 1er octobre 1944.
L'Unterseeboot 309 a effectué neuf patrouilles dans lesquelles il a coulé un navire marchand ennemi de 7 219 tonneaux au cours de ses 228 jours en mer.
En vue de la préparation de sa première patrouille, il quitte Kiel le  26 août 1943 sous les ordres de l'Oberleutnant zur See Hans-Gert Mahrholz pour rejoindre Bergen en Norvège le 1er septembre 1943.
Treize jours plus tard, il appareille pour sa première patrouille, en quittant Bergen le 13 septembre 1943 pour rejoindre six jours plus tard, le port de Trondheim le 18 septembre 1943.
Le lendemain du retour de sa cinquième patrouille, le 4 août 1944, l'Oberleutnant zur See Hans-Gert Mahrholz est décoré de la Croix allemande en Or pour le récompenser de son succès sur un navire marchand de 7 219 tonneaux coulé le 24 juillet 1944.
Le 12 août 1944, l'U-309 recueille quarante survivants de l'U-981 évacués grâce à des dinghys, au sud-ouest de La Rochelle. 
Sa neuvième patrouille commence au port de Horten en Norvège le 8 février 1945 sous les ordres de l'Oberleutnant zur See Herbert Loeder, commandant de l'U-309 depuis août 1944. Celui-ci entame sa quatrième patrouille avec cet U-Boot. Après neuf jours en mer, le submersible est coulé le 16 février 1945 dans la mer du Nord à l'est de Moray Firth en Écosse à la position géographique de 58° 09′ N, 2° 23′ O par des charges de profondeur de la frégate canadienne HMCS St. John, lors du quatrième lancer ajusté grâce à son ASDIC (sonar). Les 47 membres d'équipage meurent dans cette attaque.

## Affectations successives
- 8. Unterseebootsflottille à Danzig du 27 janvier au 31 juillet 1943 (entrainement)
- 11. Unterseebootsflottille à Bergen du  1er août au 31 octobre 1943 (service actif)
- 9. Unterseebootsflottille à Brest du  1er novembre 1943 au 1er octobre 1944 (service actif)
- 33. Unterseebootsflottille à Flensburg du  1er octobre 1944 au 16 février 1945 (service actif)

## Commandement
- Oberleutnant zur See Hans-Gert Mahrholz du 27 janvier 1943 à août 1944
- Oberleutnant zur See Herbert Loeder de août 1944 au 15 février 1945

## Patrouilles
|       | Commandant               | Départ            | Départ     | Arrivée            | Arrivée    | Jours     | Succès  |
| ----- | ------------------------ | ----------------- | ---------- | ------------------ | ---------- | --------- | ------- |
|       | Oblt. Hans-Gert Mahrholz | 26 août 1943      | Kiel       | 1er septembre 1943 | Bergen     | 7 jours   |         |
| 1     | Oblt. Hans-Gert Mahrholz | 13 septembre 1943 | Bergen     | 18 septembre 1943  | Trondheim  | 6 jours   |         |
| →     | Oblt. Hans-Gert Mahrholz | 25 septembre 1943 | Trondheim  | 7 novembre 1943    | Brest      | 44 jours  |         |
| 2     | Oblt. Hans-Gert Mahrholz | 19 décembre 1943  | Brest      | 14 février 1944    | Bordeaux   | 58 jours  |         |
|       | Oblt. Hans-Gert Mahrholz | 8 avril 1944      | Bordeaux   | 10 avril 1944      | La Pallice | 3 jours   |         |
| 3     | Oblt. Hans-Gert Mahrholz | 20 juin 1944      | La Pallice | 25 juin 1944       | Brest      | 6 jours   |         |
| 4     | Oblt. Hans-Gert Mahrholz | 28 juin 1944      | Brest      | 6 juillet 1944     | Brest      | 9 jours   |         |
| 5     | Oblt. Hans-Gert Mahrholz | 12 juillet 1944   | Brest      | 23 août 1944       | Brest      | 23 jours  | 7 219   |
|       | Oblt. Hans-Gert Mahrholz | 7 août 1944       | Brest      | 12 août 1944       | La Pallice | 6 jours   |         |
| 6     | Oblt. Herbert Loeder     | 29 août 1944      | La Pallice | 13 octobre 1944    | Stavanger  | 46 jours  |         |
| 7     | Oblt. Herbert Loeder     | 15 octobre 1944   | Stavanger  | 21 octobre 1944    | Flensburg  | 7 jours   |         |
| 8     | Oblt. Herbert Loeder     | 30 janvier 1945   | Kiel       | 2 février 1945     | Horten     | 4 jours   |         |
| 9     | Oblt. Herbert Loeder     | 8 février 1945    | Horten     | 16 février 1945    | Coulé      | 9 jours   |         |
| Total | Total                    | Total             | Total      | Total              | Total      | 228 jours | 7 219 t |

Note : Oblt. = Oberleutnant zur See 

### OpérationsWolfpack
L'U-309 a opéré avec les Wolfpacks (meute de loups) durant sa carrière opérationnelle.
1. Rossbach (6 octobre 1943 - 9 octobre 1943)
2. Schlieffen (14 octobre 1943 - 22 octobre 1943)
3. Siegfried (22 octobre 1943 - 26 octobre 1943)
4. Rügen 7 (28 décembre 1943 - 2 janvier 1944)
5. Rügen 6 (2 janvier 1944 - 7 janvier 1944)
6. Rügen (7 janvier 1944 - 26 janvier 1944)
7. Stürmer (26 janvier 1944 - 3 février 1944)

## Navires coulés
L'Unterseeboot 309 a coulé un navire marchand ennemi de 7 219 tonneaux au cours des 9 patrouilles (212 jours en mer) qu'il effectua.
| Date            | Nom          | Nationalité | Tonnage (GRT) | Convoi | Fait  |
| --------------- | ------------ | ----------- | ------------- | ------ | ----- |
| 24 juillet 1944 | Samneva (t.) | Royaume-Uni | 7 219         | FTM-47 | Coulé |

### Source et bibliographie
- (en) Cet article est partiellement ou en totalité issu de l’article de Wikipédia en anglais intitulé « German submarine U-309 » (voir la liste des auteurs).
- Chris Bishop, historien militaire (trad. de l'anglais par Christian Muguet), Les sous-marins de la Kriegsmarine : 1939-1945 : le guide d'identification des sous-marins [« The spellmount submarine identification guide : Kriegsmarine U-boats 1939-1945 »], Paris, Éd. de Lodi, 2008, 192 p. (ISBN 978-2-84690-327-1, OCLC 470721805, BNF 41298980)